# Thelyphonus luzonicus
Espèce
Synonymes
- Abalius manilanus Kraepelin, 1900
- Abaliella manilana (Kraepelin, 1900 nec C.L. Koch, 1843)

Thelyphonus luzonicus est une espèce d'uropyges de la famille des Thelyphonidae.

## Distribution
Cette espèce est endémique de Luçon aux Philippines.

## Publications originales
- Haupt, 2009 : Proposal for the synonymy of some South-East Asian whip scorpion genera (Arachnida, Uropygi, Thelyphonida). Revista Iberica de Aracnologia, vol. 17, p. 13-20 (texte intégral).
- Kraepelin, 1900 : Ueber einige neue Gliederspinnen. Abhandlungen aus dem Gebiete der Naturwissenschaften Verein, Hamburg, vol. 16, no 4, p. 1-17.